# خالد عبدالرحمان
خالد عبدالرحمان (انگلیسی: Khaled Abdel Rahman؛ زادهٔ ۱ ژوئن ۱۹۵۷) بازیکن والیبال اهل مصر بود.